# Teyujagua
Teyujagua es un género extinto de reptil arcosauromorfo que vivió en Brasil durante el período Triásico. Es conocido a partir de un cráneo bien preservado, y probablemente su apariencia recordaría a un cocodrilo. Constituye una forma transicional entre los arcosauromorfos primitivos y los más Archosauriformes más avanzados. El nombre del género, Teyujagua se deriva de Teju jagua, un lagarto de la mitología guaraní con una cabeza similar a la de un perro, mientras que el nombre de la especie, T. paradoxa hace referencia a ser inusual, extraño.